# Tswaaneng
Tswaaneng – wieś w Botswanie w dystrykcie Southern. Według spisu ludności z 2011 roku wieś liczyła 679 mieszkańców.